# Jänissaari (ö i Finland, Norra Karelen, Mellersta Karelen, lat 62,20, long 29,86)
Jänissaari är en ö i Finland. Den ligger i sjön Täitimenjärvi och i kommunen Rääkkylä i den ekonomiska regionen  Mellersta Karelens ekonomiska region  och landskapet Norra Karelen, i den sydöstra delen av landet, 300 km nordost om huvudstaden Helsingfors. Öns area är 0,4 hektar och dess största längd är 90 meter i nord-sydlig riktning.